# Lac de Mounicot
Le lac de Mounicot est un lac pyrénéen français situé administrativement dans la commune de Barèges dans le département des Hautes-Pyrénées en région Occitanie.
Le lac a une superficie de 0,8 ha pour une altitude de 2 226 m .

## Géographie
Le lac se trouve sur le territoire de la commune de Barèges,.

### Topographie
| Lac de la Glère                                        | Lac d'Astazou Pic de Lurtet (2 506 m) | Col de Lurtet           |
| Lac de Coume Escure                                    | lac de Mounicot                       | Pic d'Astazou (2 622 m) |
| Pic Dera Coye d'Estagn (2 563 m) Mont Arrouy (2 781 m) | Lac Det Mail                          | Lac de la Mourèle       |

### Hydrographie
Le lac a pour émissaire le Ruisseau de la Glère qui se jette dans le Bastan.

### Géologie
Le lac de Mounicot est un lac glaciaire de montagne, dont la formation se passe en trois étapes majeures :
1) À l'Éocène vers −40 Ma se forme la chaîne des Pyrénées à la suite de la remontée vers le nord de la plaque africaine qui entraîne avec elle la plaque ibérique. Cette dernière glisse alors sous la plaque eurasiatique située plus au nord, ce qui entraîne le plissement, le relèvement et le charriage des couches géologiques de la croûte terrestre,.
2) À partir du Pliocène puis surtout du Pléistocène, de −5 Ma à −10 000 ans, un refroidissement général du climat entraîne la formation de glaciers et d'une érosion glaciaire (vallées, cirques, moraines, ombilics, etc) dans toute la chaîne des Pyrénées.
3) Depuis l'Holocène, à partir de −10 000 ans, un redoux climatique entraîne la disparition des glaciers et la formation dans leur sillage de nombreux lacs glaciaires qui sont de deux sortes, :
- le lac de verrou qui se forme dans un ombilic glaciaire formant un creux naturel et terminé par un verrou glaciaire rocheux.
- le lac de moraine qui se forme derrière une moraine agissant comme un barrage naturel.

## Protection environnementale
Le lac fait partie d'une zone naturelle protégée, classée ZNIEFF de type 1 : Massif en rive gauche du Bastan et de type 2 : Vallées de Barèges et de Luz.